# Aceraius borneanus
Aceraius borneanus es una especie de coleóptero de la familia Passalidae.

## Distribución geográfica
Habita en Borneo, Sumatra (Indonesia).